# Mircea Marian
Mircea Marian (n. 29 decembrie 1938, Baia Mare – d. 1 ianuarie 1998, Baia Mare) a fost un prozator, dramaturg și publicist român, membru al Uniunii Scriitorilor din România.

## Biografie
S-a născut la 29 decembrie 1938, la Baia Mare. A primit la naștere prenumele Mircea René-Vasile. A fost fiul medicului Teodor Marian și al Alicei Marian, născută Babcsàk. A urmat școala primară (1941-1949) și Liceul „Gheorghe Șincai” (1949-1954) la Baia Mare. A fost licențiat al Facultății de Științe Juridice a Universității „Victor Babeș” din Cluj, pe care a absolvit-o în anul 1961.
După terminarea studiilor a fost numit secretar literar la Teatrul Dramatic din Baia Mare, funcție deținută până la moartea sa, din 1985 fiind și directorul instituției. Deși jurist ca formație, și-a dedicat întreaga activitate profesională teatrului: a fost un talentat scriitor, un gazetar, un om politic neangajat, dar cu reale convingeri democratice. A colaborat la diverse reviste din țară: Tribuna, Convorbiri literare, Steaua, România literară, Apostrof, Vatra etc. Piesele sale de teatru (inclusiv cele pentru copii și pentru teatrul de păpuși) au fost reprezentate de teatre din Polonia (Szczecin), Cehia (Praga), Timișoara, Brașov, Galați, Baia Mare. A fost tradus în limbile polonă și maghiară.